# Quintus Aelius Rufinus Polianus
Quintus Aelius Rufinus Polianus (vollständige Namensform Quintus Aelius Quinti filius Quirina Rufinus Polianus) war ein Angehöriger des römischen Ritterstandes (Eques).
Durch eine Inschrift, die in Batna (Algerien) gefunden wurde, ist die militärische Laufbahn von Polianus bekannt. Er war zunächst Kommandeur (Praefectus) der Cohors Nuritanorum, die in der Provinz Mauretania Caesariensis stationiert war. Danach diente er als Tribunus militum in der Legio III Augusta, die ihr Hauptlager in Lambaesis in der Provinz Africa/Numidia hatte.
Polianus war in der Tribus Quirina eingeschrieben. Der Grabstein wurde durch seinen Freund, Titus Atilius Iuvenalis, errichtet.